# Tamusida
Tamusida ou Thamusida é um antigo porto fluvial da época romana situado no norte de Marrocos, na margem esquerda do rio Cebu, num lugar atualmente chamado Sidi Ali ben Ahmed, 10 km em linha reta a nordeste da atual cidade de Kenitra.
O porto encontrava-se sensivelmente a meio caminho entre as cidades romanas de Sala (Chellah, junto ao que é hoje Rabat), a sul, e Banasa, a norte, esta última situada igualmente na margem esquerda do Cebu, mas a montante de Tamusida. Situado numa área exposta às inundações, o porto comunicava com uma vasta hinterlândia e era fácil de defender. A floresta vizinha de Mamora (junto à atual Mehdia) deve ter fornecido materiais de construção (sobreiros). A abundância de peixe do rio e a sua navegabilidade tanto para jusante como para montante, bem como as terras cultiváveis dos arredores contribuíram para que o sítio se tornasse um centro de ocupação importante.
Tamusida situava-se numa estrada romana que partia de Tingis (Tânger), passava por Lixo (Larache), Banasa e descia até Sala, terminando no limes que ainda é visível nos arredores a sul de Rabat.
E meados da década de 2000 o sítio encontrava-se ao abandono (2004) e não tinha quaisquer infraestruturas para os visitantes nem estava assinalado, apesar de poder ser visitado.
A antiga cidade dá nome a um festival de arte e música organizado anualmente na cidade de Kenitra, o qual tem como um dos seus objetivos oficiais dar a conhecer ao público o sítio arqueológico.

## Escavações
O sítio arqueológico foi reconhecido e visitado pelo diplomata e arqueólogo francês Charles Tissot em 1874 e foi escavado de esporadicamente a partir de 1913 por investigadores franceses. Foram depois retomadas nas décadas de 1950 e 1960 em dua ocasiões: em 1952-1955, por Thouvenot, Euzennat e Marmonnier, e em 1959 por Nicollet, Callu, Rebuffat, Morel e Dentzer. As escavações estão longe de ter posto a descoberto a totalidade do sítio, que ocupa uma área de cerca de quinze hectares.
As escavações revelaram um campo militar e uma cidade. Do primeiro, somente a muralha e o pretório foram escavados. Da cidade foram postos a descoberto uma parte da muralha, insulas, grandes termas e templos. Sondagens estratigráficas permitiram esboçar em traços largos a história da ocupação da cidade.
Em setembro e outubro de 2001 uma equipa ítalo-marroquina levou a cabo mais escavações.

## História
Quatro sondagens levadas a cabo na parte alta do sítio, que domina o Cebu a norte, permitem afirmar que é possível que tenha havido uma ocupação pré-histórica, mas há muito poucos vestígios dela. No século II a.C. já vivia no local uma comunidade, mas aparentemente não tinha contactos com o exterior e pouco se sabe sobre ela. No século I a.C., Tamusida era habitada por uma população que tinha ligações ativas com o mundo romano (Península Itálica) ou romanizada (sul da Península Ibérica).
A partir do ano 70 a.C., os vestígios de cerâmica mostram uma cidade que se abre às influências mediterrânicas, as quais devem ali chegar através da cabotagem atlântica.
Em 40 d.C. foi anexada por Roma e a partir do reinado do imperador Cláudio (r. 41–54) as construções na multiplicam-se. A cidade tinha um porto, como testemunham os numerosos restos de ânforas, e tornou-se um centro de embarque e de abastecimento. Durante as escavações descobriram-se os muros de cais do porto de comércio. Durante a dinastia flaviana (69–96), uma guarnição militar é estacionada no local. A cidade dá sinais de crescimento e são construídos um templo com três celas, termas e casas de habitação com um pátio central, o que demonstra a importação das tradições etrusco-italianas.
Durante o reinado de Trajano (r. 97–117) ou de Adriano (r. 117–138) parece ter havido uma nova reestruturação do espaço urbano, conferindo à cidade um plano urbanístico ou plano ortogonal dito  plano hipodâmico, onde se inscrevem as termas reconstruídas e o pequeno templo a nordeste dedicado a Vénus-Astarte. O desenvolvimento e enriquecimento da cidade reflete-se na sua expansão e nas contínuas transformações das termas do rio, na construção de novos templos na margem do Cebu e novas habitações, das quais se destaca a Maison du dallage, que apresenta a mesma planta que as vivendas ricas de Volubilis e da Península Ibérica. Moradias mais modestas, oficinas e locais utilitários ocupam quarteirões inteiros. Além das suas atividades comerciais e industriais que estão na origem do seu desenvolvimento, a cidade devia ter um papel militar importante e nela viviam principalmente veteranos reformados dos exércitos romanos.
Durante o reinado de Marco Aurélio (r. 161–180), foi construída em Tamusida a maior fortaleza da Mauritânia Tingitana, para assegurar a proteção da população civil. Sob Cómodo (r. 180–192) ou Septímio Severo (r. 193–211) é construída uma muralha em cuja construção foram usadas estelas funerárias, e parte da Maison du dallage foi demolida, o que indica que a obra foi ditada pelo temor de um perigo próximo. Na cidade estava então aquartelada uma coorte (subdivisão de uma legião).
A cidade foi abandonada na segunda metade do século III. Segundo algumas fontes, isso teria acontecido em 280, segundo outras entre 274 e 280, não se sabendo se isso se deveu à retirada das tropas durante a evacuação levada então a cabo em toda a parte meridional da província da Mauritânia, ou a algo que sucedeu depois disso. Achados dispersos e alguns muros revelam uma ocupação efémera posterior à data da evacuação. Outras fontes referem que foi abandonada em 250 após um fogo.